# Tammara Thibeault
Tammara Thibeault, född 27 december 1996 i Saint-Georges, Québec, är en kanadensisk boxare.

## Karriär
Thibeault kom på en femte plats i mellanvikt vid OS 2020. Hon har en bronsmedalj från VM 2019 och en guldmedalj från VM 2022.